# Rebekka Kadijk
Rebekka Kadijk (Werkendam, 16 de junio de 1979) es una deportista neerlandesa que compitió en voleibol, en la modalidad de playa. Su hermana Debora también compitió en vóley playa.
Ganó cinco medallas en el Campeonato Europeo de Vóley Playa entre los años 1998 y 2006.

## Palmarés internacional
| Campeonato Europeo | Campeonato Europeo     | Campeonato Europeo | Campeonato Europeo   |
| Año                | Lugar                  | Medalla            | Pareja               |
| ------------------ | ---------------------- | ------------------ | -------------------- |
| 1998               | Rodas (Grecia)         | Medalla de plata   | Debora Schoon-Kadijk |
| 2000               | Bilbao (España)        | Medalla de bronce  | Debora Schoon-Kadijk |
| 2002               | Basilea (Suiza)        | Medalla de plata   | Marrit Leenstra      |
| 2005               | Moscú (Rusia)          | Medalla de plata   | Merel Mooren         |
| 2006               | La Haya (Países Bajos) | Medalla de plata   | Merel Mooren         |